# 马尔默地下直径线
马尔默地下直径线（瑞典語：Citytunneln，中文又称：馬爾默城市隧道）是下穿瑞典马尔默市区的一条铁路地下直径线。隧道两端分别位于马尔默中央车站和许利厄站，南北贯穿马尔默市区地下。全长6千米，承载厄勒海峡铁路、于斯塔德铁路。在许利厄站出隧道后继续向前，则可经厄勒海峡大桥直达哥本哈根火车总站。马尔默地下直径线建成后，马尔默中央车站也由尽头式车站变为通过式车站。工程总共花费94.5亿瑞典克朗。建设工程于2005年3月8日开工。2010年12月4日在瑞典国王卡尔十六世·古斯塔夫的主持下举办竣工典礼。2010年12月12日投入实际运营。马尔默地下直径线由两条平行的铁路隧道组成，分别对应马尔默地下直径线承载的复线铁路的两条铁路。

## 背景
马尔默地下直径线的规划起于1991年，当时计划新建马尔默地下直径线作为还停留在规划阶段的厄勒海峽大橋连接线的一部分。 1995年，马尔默地下直径线进入设计阶段。北起配合马尔默地下直径线而新建的马尔默中央车站地下通过式站台。马尔默中央车站也将成为经厄勒海峡大桥行驶在瑞典与丹麦间的国际列车的一个主要停靠站。中间经过新建的地下车站——三角地站。当时曾计划将三角地站，建设成全瑞典最大的火车站，以疏解马尔默市中心南部的交通压力，不过现在的三角地站仅仅是一座小型火车站。位于马尔默南部的隧道另一端还将新建许利厄站。

### 建设
建设工程于2005年3月8日在马尔默中央车站、三角地站、许利厄站同步开工。为配合马尔默地下直径线，马尔默中央车站在主楼北侧增加了供通行于马尔默地下直径线的列车停靠的地下站台。马尔默中央车站地下站台采用明挖回填法修建，明挖长度为0.8千米。

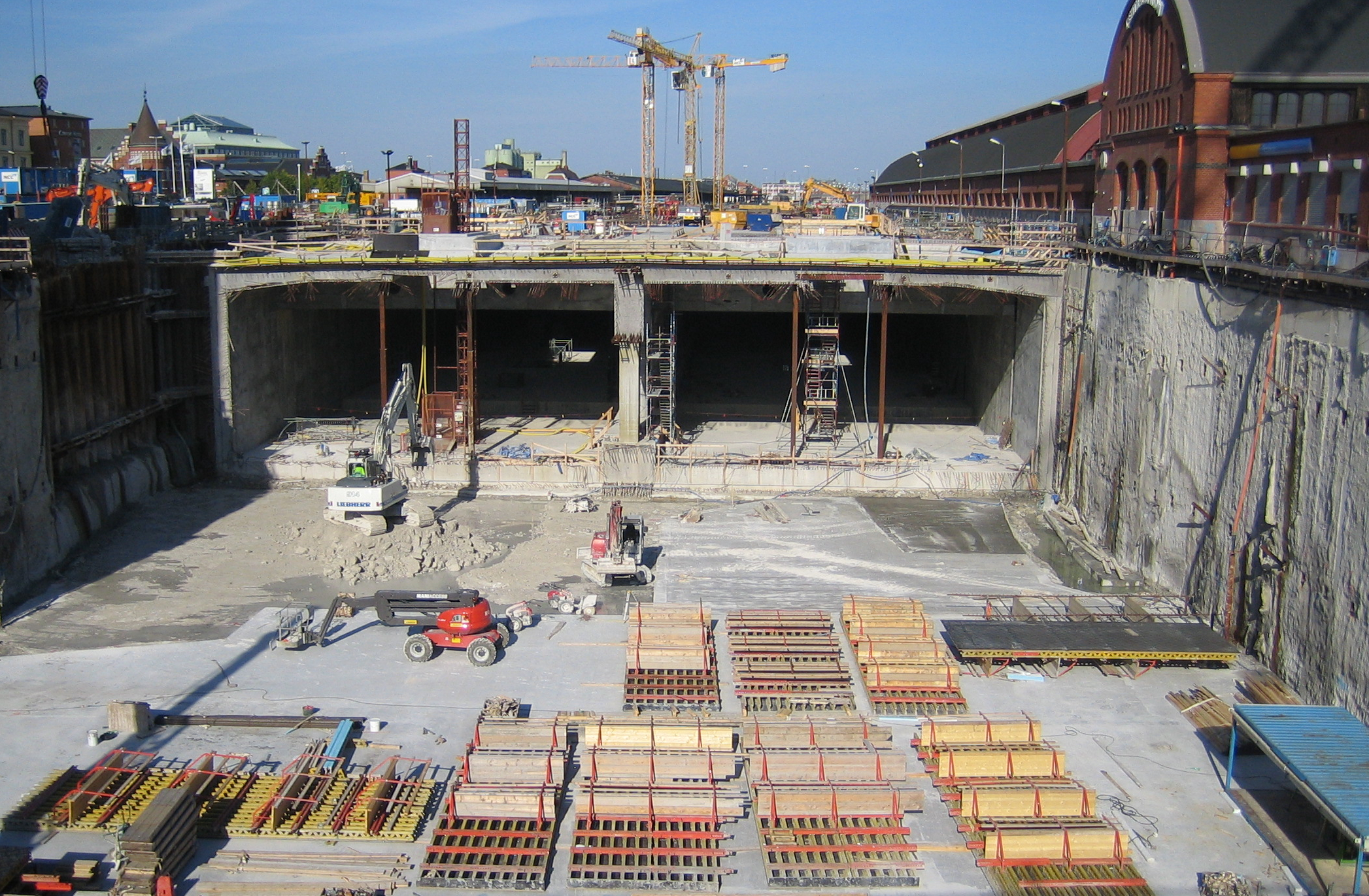
建设中的马尔默中央车站地下站台，采用明挖回填法修建

为了最大程度地减少施工对交通的影响，采用了分段封路明挖+暗挖为主的修建方式。建造三角地站时，先在三角地站南北两端挖了两个深度为25米的竖井，之后将设备由竖井放入，最后暗挖完成三角地站施工。 南端的许利厄站建在深约7米的下沉式凹槽中，站台及股道中段上盖许利厄站站房及其它建筑，站台及股道其余部分露天。马尔默地下直径线多数路段使用两台盾构机暗挖而成，两台盾构机分别负责挖掘两条铁路行车隧道（对应其所承载的复线铁路的两条铁轨）。两台盾构机均由隧道南端的许利厄站开始挖掘工作，分别于2006年11月和2007年2月投入挖掘工作。2008年3月25日，其中一台盾构机到达隧道另一端的马尔默中央车站。2008年4月21日，另一台盾构机也到达隧道另一端的马尔默中央车站。2010年12月竣工，比原计划提前了6个月。

## 线路
马尔默地下直径线全程位于地下隧道中，下穿马尔默市中心。北起马尔默中央车站，在马尔默中央车站停靠且经过马尔默地下直径线的列车均使用位于马尔默中央车站北侧的地下站台。经位于马尔默市中心的新建地下车站三角地站，该站埋深25米。之后继续向南，经霍尔马（Holma），到达马尔默地下直径线南端的许利厄站。
许利厄站是一座位于马尔默市区南部开发区的一座新建车站。过许利厄站后，到达位于许利厄站西南方不远处的一处铁路三角线。自这一三角线，向西是通往丹麦的厄勒海峡铁路，向东则是通往于斯塔德和特雷勒堡的铁路。

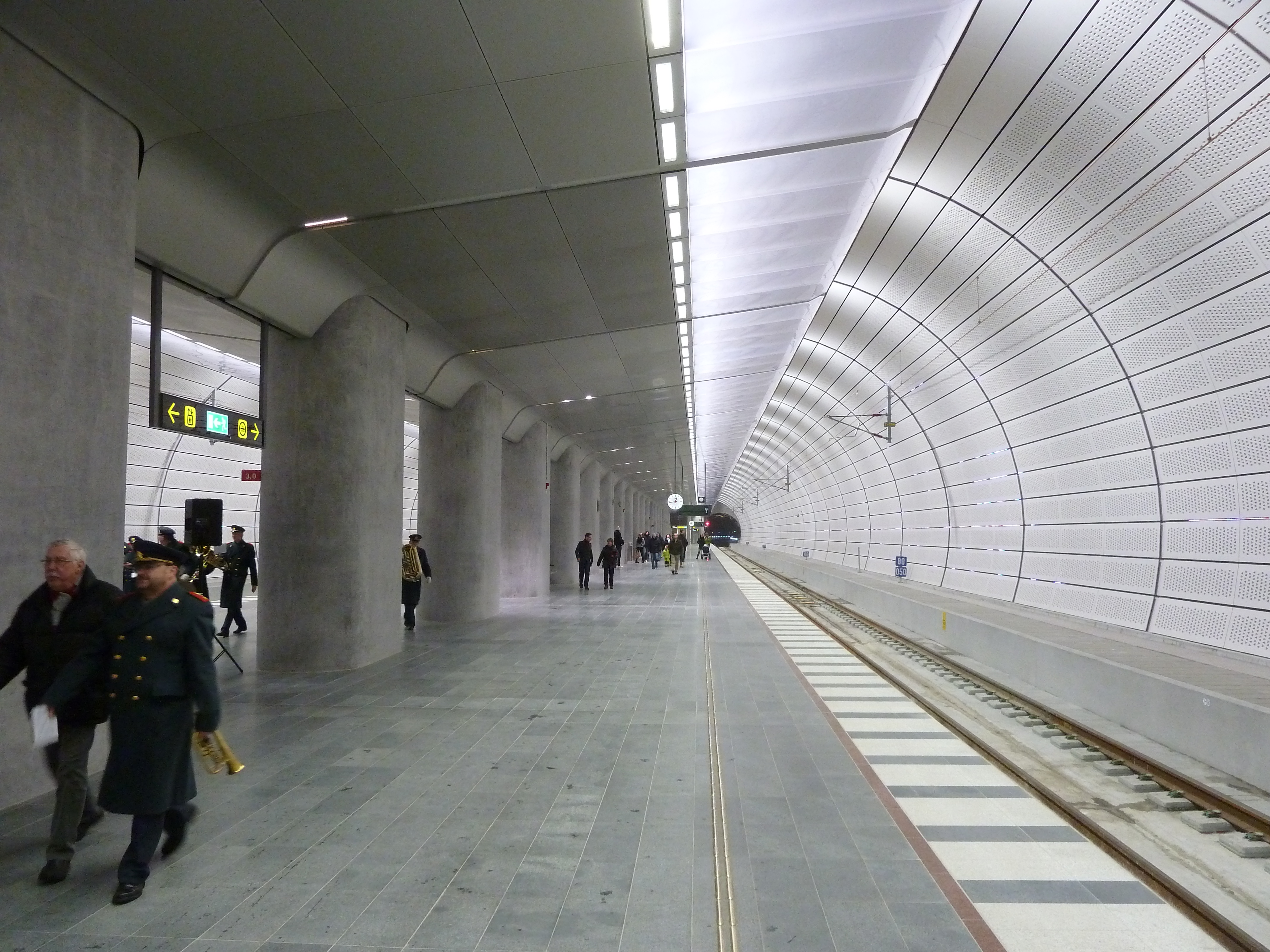
马尔默地下直径线中途站三角地站的站台，该站是一座地下车站。
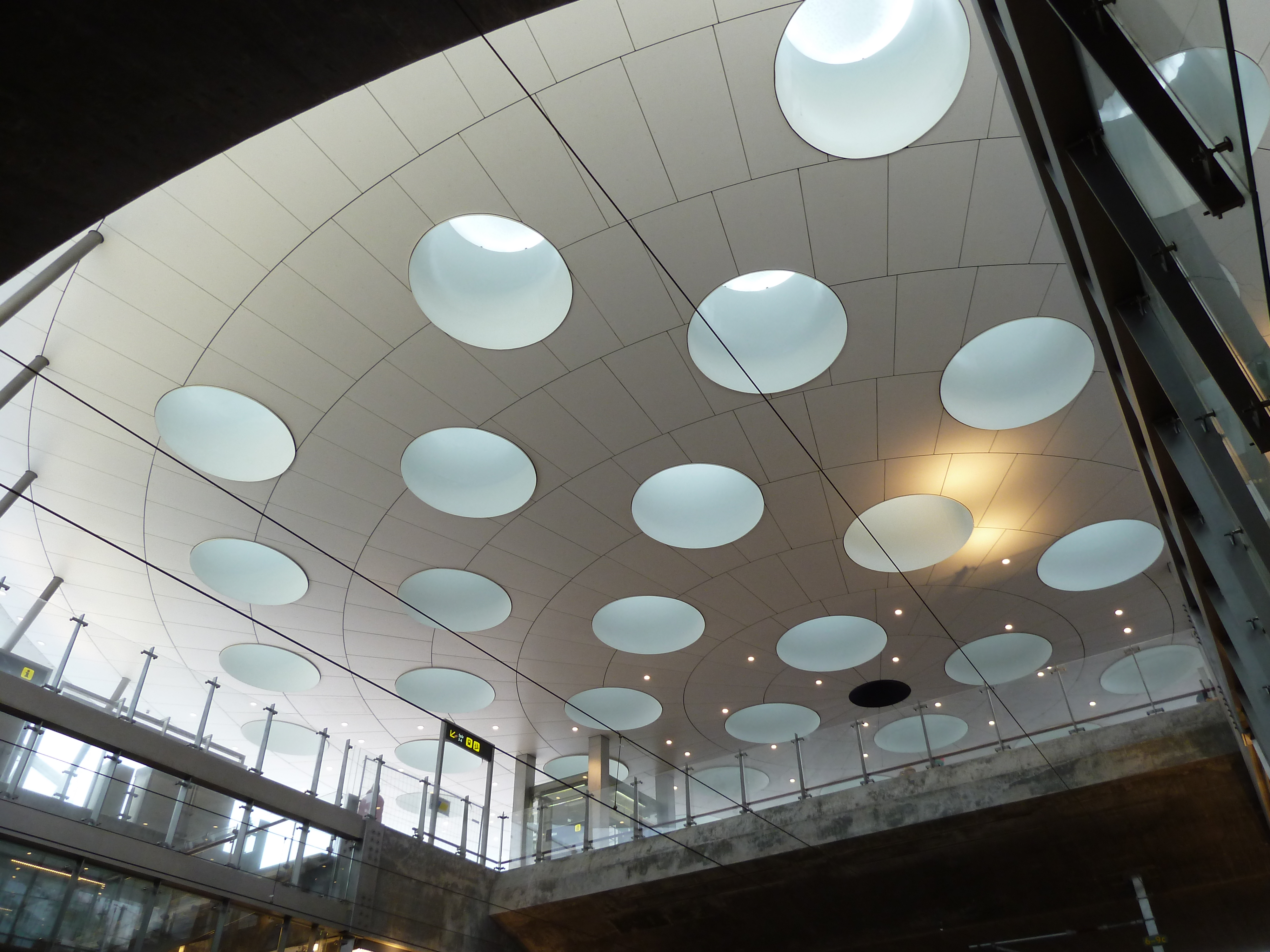
许利厄站的天花板

| 车站及出口     | 里程   | 坐标                                            | 备注 |
| -------------- | ------ | ----------------------------------------------- | --- |
| 隧道北出口     | 不适用 | 55°36′37″N 13°00′24″E / 55.610317°N 13.006654°E | 位于马尔默中央车站站区内                                                                                            |
| 马尔默中央车站 | 0千米  | 55°36′35″N 13°00′01″E / 55.609736°N 13.000238°E | 在马尔默中央车站停靠且经过马尔默地下直径线的列车均使用马尔默中央车站地下站台。 本处坐标为马尔默中央车站地下站台坐标 |
| 三角地站       | 2千米  | 55°35′41″N 13°00′01″E / 55.594643°N 13.000367°E | 地下车站，马尔默地下直径线中途站                                                                                    |
| 隧道南出口     | 不详   | 55°34′04″N 12°59′06″E / 55.567888°N 12.985067°E | 靠近许利厄站 |
| 许利厄站       | 6千米  | 55°33′39″N 12°58′41″E / 55.560923°N 12.977943°E | 靠近隧道南出口 |

## 运营
马尔默地下直径线的开通令马尔默中央车站由尽头式车站变为通过式车站，这样大大加快了在马尔默中央车站停靠但不在马尔默中央车站始发终到的列车及由马尔默中央车站出发经厄勒海峽大橋通往丹麦的列车的运营效率。随马尔默地下直径线而分别在马尔默中部、南部新建的三角地站和许利厄站为出行者提供了新的选择。
2012年，马尔默地下直径线改用新式的欧洲铁路交通管理系统，这一系统设计的目的在于简化原先欧洲各国各自为政的铁路交通管理系统，丹麦和瑞典也是主要参与者。

## 图片集

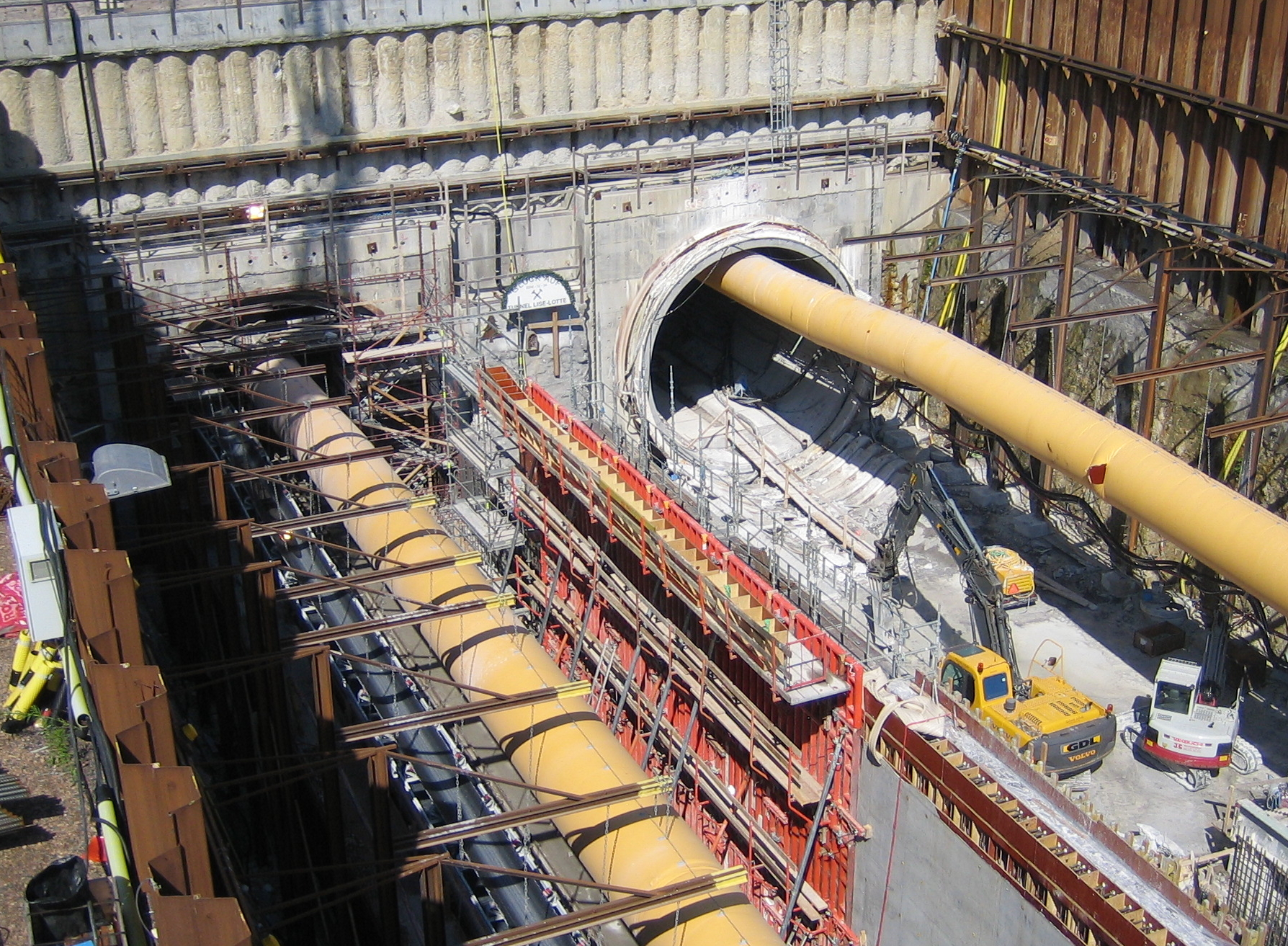
建设中的马尔默地下直径线，拍摄于霍尔马（Holma）
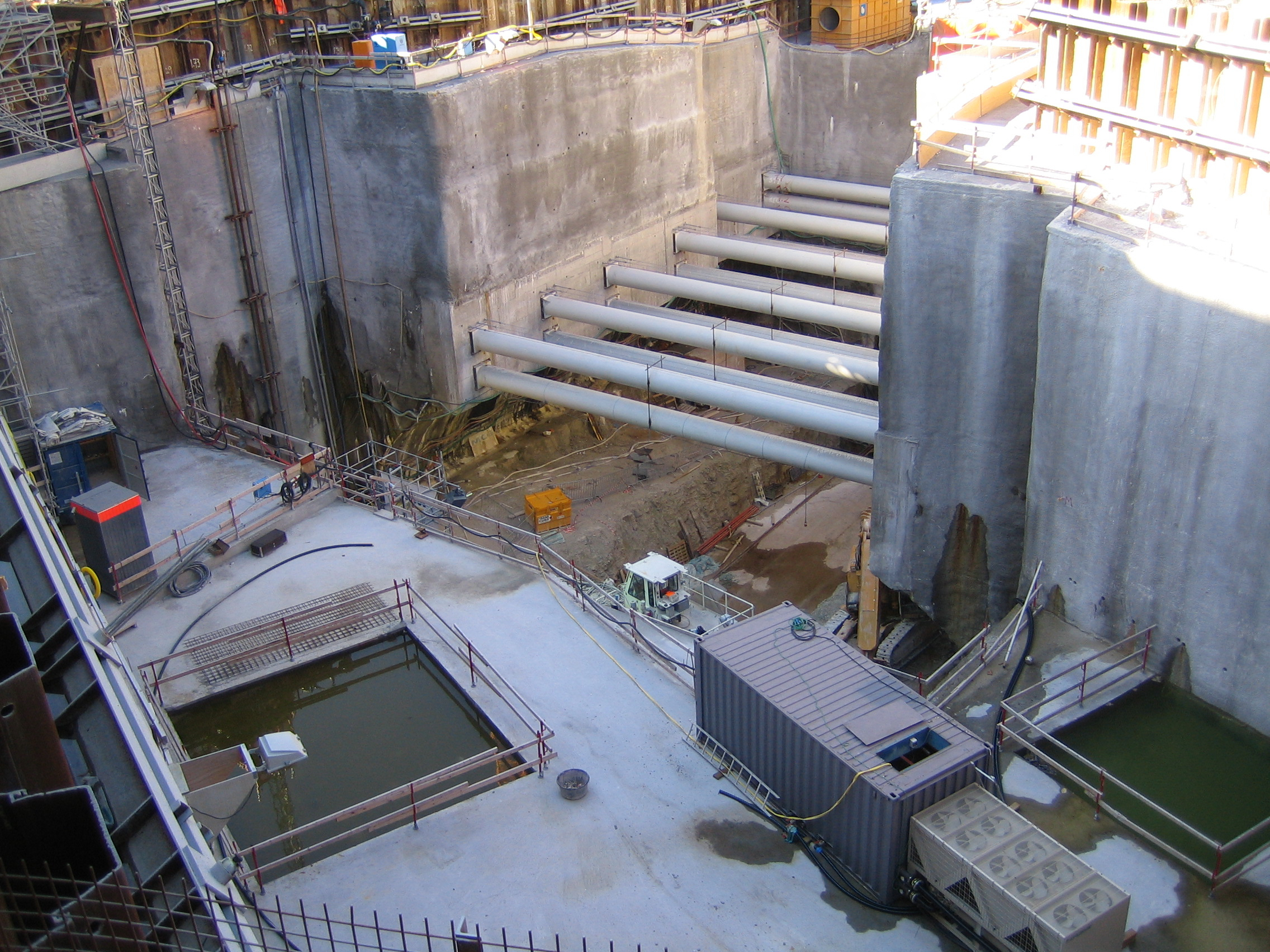
建设中的三角地站

## 外部連結
- Järnväg.net entry on Citytunneln（瑞典语）
- PERIform Sverige AB - City Tunnel Malmö, Sweden （页面存档备份，存于）
- Structurae数据库中Malmö City Tunnel的数据